# Blăgești (Bacău)
Pour les articles homonymes, voir Blăgești.
Blăgești est une commune roumaine située dans le județ de Bacău.